# Liuba

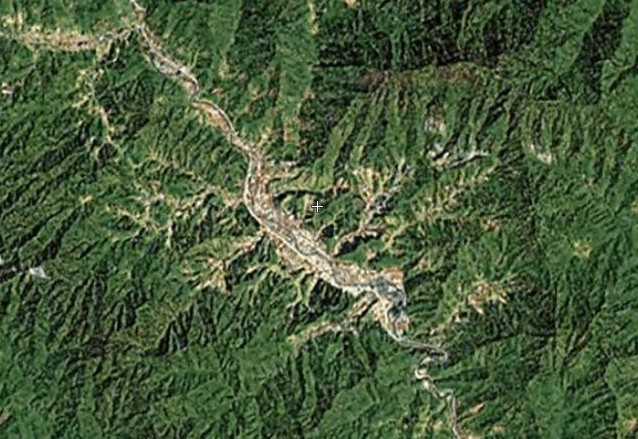
Satellitenaufnahme von Liuba

Liuba (chinesisch 留坝县; Pinyin: Liúbà Xiàn) ist ein Kreis der bezirksfreien Stadt Hanzhong in der chinesischen Provinz Shaanxi. Die Fläche beträgt 1.951 Quadratkilometer und die Einwohnerzahl 35.325 (Stand: Zensus 2020). 1999 zählte Liuba 44.699 Einwohner.
Der Zhang-Liang-Tempel (Zhang Liang miao 张良庙) steht seit 2006 auf der Liste der Denkmäler der Volksrepublik China (6-785).